# Pablo Xochiquentzin
Pablo Xochiquentzin († 1536) war ein Gouverneur und cuauhtlato in Tenochtitlán.
Xochiquentzin war ein Verdienstadliger und bereits in vorspanischer Zeit am Fürstenhof in Tenochtitlán als Prinzenerzieher tätig. In Ermangelung fürstlicher Abstammung wurde Xochiquentzin nicht als Tlatoani anerkannt. Er regierte jedoch für sechs Jahre als cuauhtlato. Während seiner Regierungszeit gelang es den Spaniern nicht, bspw. Martín Ocelotl, einen prominenten Priester des alten Glaubens, zu ergreifen. Erst nach seinem Tod konnte Juan de Zumárraga die mexikanische Inquisition und die damit einhergehende Christianisierung voranbringen.
Er hinterließ einen Sohn Bartolomé Xochiquentzin, der Alcalde wurde.